# Storia della filosofia greca. Da Socrate in poi
Storia della filosofia greca - Da Socrate in poi è un libro dello scrittore italiano Luciano De Crescenzo pubblicato nel 1986.
Anche in questo libro, nonostante l'autore non metta avvisi, esistono i "filosofi suoi". Tra i "filosofi suoi" c'è menzionato al capitolo XIII il matematico Renato Caccioppoli.
È possibile trovare questo libro in cofanetto con il libro Storia della filosofia greca. I presocratici.

## Edizioni
- Luciano De Crescenzo, Storia della filosofia greca - Da Socrate in poi, Arnoldo Mondadori Editore, 1986,  p. 230, ISBN 88-04-31490-7.